# Alexei Mateevici
Alexie (sau Alexei) Mateevici (n. 27 martie 1888, Căinari, Imperiul Rus – d. 24 august 1917, Chișinău, Republica Rusă) a fost unul din cei mai reprezentativi scriitori români din Basarabia. Născut în Gubernia Basarabia, actualmente Republica Moldova.

## Cronologie
La 27 martie (stil vechi) se naște la Căinari, fostul județ Bender, Alexei Mateevici, primul copil al preotului Mihail Mateevici, originar de prin părțile județului Soroca, căsătorit cu Nadejda Mateevici (1863-1930), fiica protopopului Ioan Neaga din Căușeni.Părinții se mută cu traiul în satul Zaim, localitate situată pe drumul dintre Căușeni și Cimișlia.  Aici micul Alexei învață la școala primară și se familiarizează cu frumoasele povești și balade, pe care le aude de la părinții săi, precum și de la țăranii de prin partea locului. A fost înscris de părinți la școala teologică din Chișinău, pe care o termină (conform adeverinței de absolvire) în 1902, „cu privilegii”(cu laude). Își urmează studiile la seminarul teologic. Face cunoștință și se împrietenește cu viitorul sculptor Alexandru Plămădeală (1880 - 1940), care studia și el la seminar în aceeași perioadă. La 24 iunie, la numai 43 de ani, încetează din viață tatăl lui, Alexei Mateevici. 

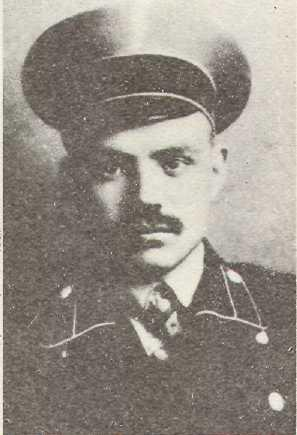
Alexei Mateevici (1910) student la Academia din Kiev, anul III.

În primele numere ale ziarului “Basarabia” (din 1907) îi apar poeziile „Țăranii”, „Eu cânt”, „Țara”. Tot aici publică articolele “Sfântul Vasile – Anul Nou în obiceiurile românilor basarabeni” (nr.1) și „Din cântecele poporane ale Basarabiei” (nr.11). - În 1908, împreună cu alți tineri basarabeni, a înființat cercul „Deșteptarea”. Din acest cerc, pe lângă Alexei Mateevici, au făcut parte Daniel Ciugureanu, Simion Murafa, Ștefan Ciobanu, Ștefan Berechet, Dimitrie Bogos și alții. Daniel Ciugureanu a fost ales președintele cercului. Această asociație avea drept scop luminarea oamenilor, deșteptarea conștiinței lor naționale, lupta pentru dezrobire și pentru unire cu România. După doi ani, din cauza înăspririi regimului, cercul a fost nevoit să-și suspende activitatea. Devine student la Academia teologică din Kiev, pe care a absolvit-o în 1914. În aceiași ani, după mărturisirea unui coleg, „Mateevici trăia ca într-o beție a cititului”. Traduce mult din literatura rusă clasică și studiază trecutul istoric și cultural al poporului său.
Între 1910 - 1911 publică în „Chisineovschie eparhialinie vedomosti” (nr.45, 49, 52 din 1910 și nr.42 din 1911) studiul lingvistic „Momente ale influenței bisericești asupra originii și dezvoltării istorice a limbii române”, precum și articolele “Motive religioase în credințele și obiceiurile românilor basarabeni” (nr.9, 13, 14), “Bocetele funerare moldovenești” (nr.38, 39, 40, 41).Vede lumina tiparului (Chisineovschie eparhialinie vedomosti, nr. 12, 13, 19, 22, 23) articolul „Schiță a traducerilor românești religioase și de trai”. Apare în revista „Luminatorul” (nr. 8, 9, 10, 11) studiul „Mitropolitul Gavril Bănulescu - Bodoni”. Se căsătorește cu Teodora Borisovna Novitschi, absolvă Academia Teologică cu teza de licență Concepția religioasă și filosofică la Fechneenner și se întoarce la Chișinău. La 22 septembrie e numit provizoriu profesor de limba greacă la seminarul unde învățase. Ține o cuvântare în fața absolvenților seminarului din Chișinău. La 23 iunie vizitează străvechea biserică din Căușeni, pe care o găsește „uimitor de bine păstrată”. În anul 1915 se înrolează în armata rusă ca preot militar, iar în 1916 este trimis pe frontul din România. În vara anului 1916 scrie poeziile: „Văd prăbușirea”, „Cântec de leagăn”, „Basarabenilor”, „Frunza nucului”, „Unora” s.a. La 17 iulie creează poezia Limba noastră, publicată în Cuvânt moldovenesc, poate cea mai frumoasă odă închinată limbii române, care devine Imnul Republicii Moldova, (din 1994). La 13 august (stil vechi), bolnav de tifos exantematic, se stinge din viață la spitalul nr.1 din Chișinău și este înmormântat la Cimitirul Central din Chișinău.
În anul 1934 la mormântul său a fost ridicat un bust realizat de sculptorul Alexandru Plămădeală, pe care-l cunoștea din 1910.
În anul 1994, versurile poeziei Limba noastră au fost alese ca text al Imnului de Stat al Republicii Moldova. Poezia Limba noastră se fixează definitiv în registrul marii arte, fiind superioară versurilor pe aceeași temă ale lui George Coșbuc sau George Sion.
În lirica sa, poezia religioasă, uneori remarcabilă (Roagă-te), alternează cu poezia revoltei sociale, expresie a durerii poetului pentru soarta țăranilor moldoveni, apăsați de nevoi și suferințe. Poeziile Eu cânt, Țăranii, Cântecul zorilor, Țara împletesc nota elegiacă cu tonalitatea energică și credința în „ivirea zorilor” dreptății și devin profund definitorii pentru profilul poetului militant.
A colaborat la revista Luminătorul, Viața Basarabiei, Cuvânt moldovenesc etc. cu versuri originale și traduse (din Al. K. Tolstoi, S. I. Nadson, Gavrila Derjavin, Mihail Lermontov, Alexandr Sergheevici Pușkin).

## Monumentul

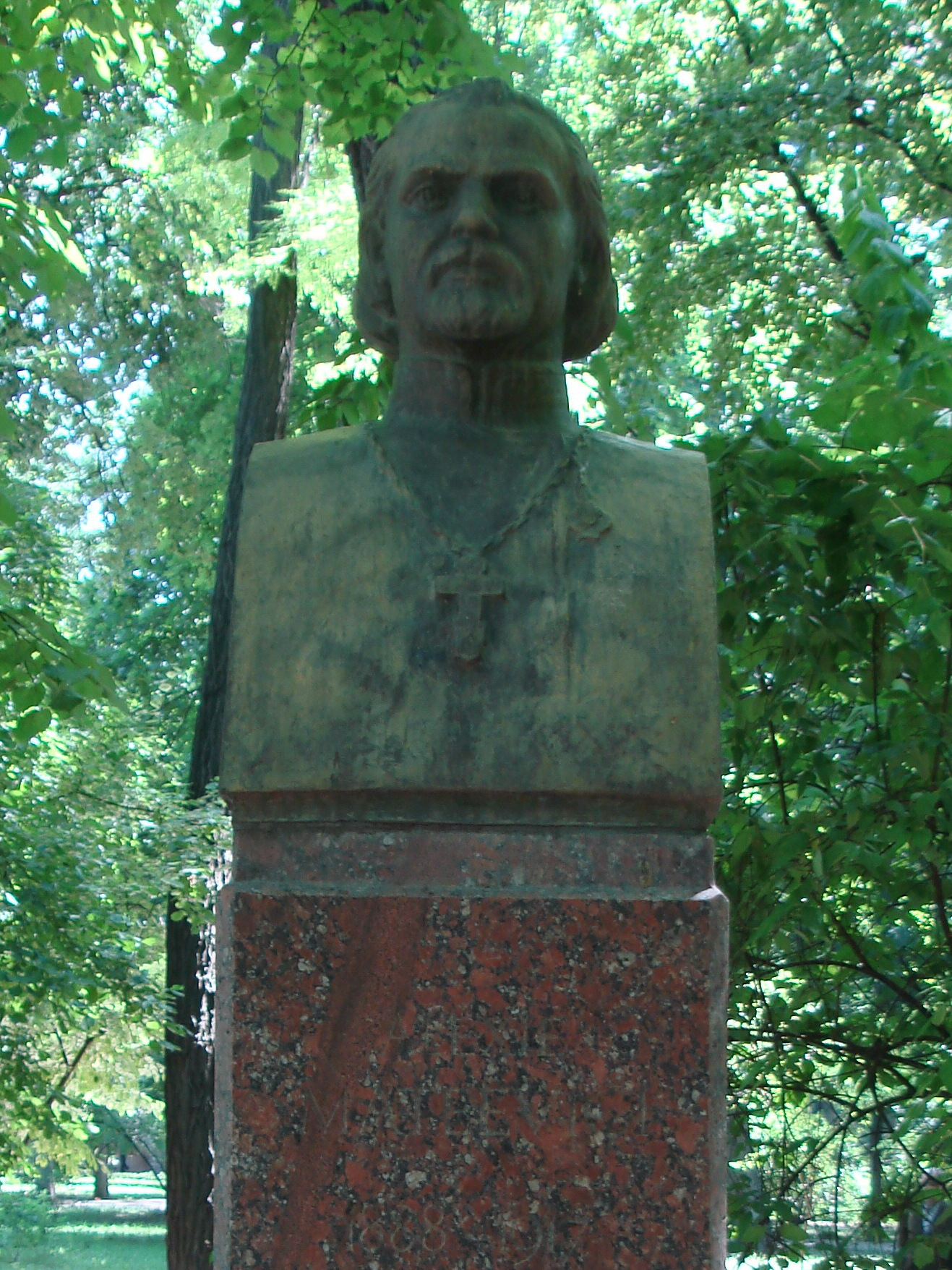
Bustul său de pe Aleea Clasicilor

Monumentul intitulat Apostolii Basarabeni a fost ridicat în memoria eroilor naționali Simeon Murafa, Alexei Mateevici și Andrei Hodorogea, la inițiativa Societății „Mormintele Eroilor Căzuți în Război”, după proiectul sculptorului Vasile Ionescu-Varo, la 29 septembrie 1923 (după alte surse 1933), în grădina Catedralei din Chișinău. Monumentul fusese confecționat dintr-o placă de piatră, așezată în poziție verticală, în care erau îngropate chipurile în basorelief de bronz ale celor trei eroi, având dedesubt, săpată în piatră, inscripția: „Simeon Murafa, născut la 24 mai 1887, mort la 20 august 1917; Pr. Alexei Mateevici, născut la 27 martie 1888, mort la 13 august 1917; Andrei Hodorogea, născut octombrie 1878, mort la 20 august 1917”. Pe piedestal, în fața basoreliefurilor, era așezată figura de bronz al unui vultur. Mai jos era amplasată inscripția: „Apostolii Basarabeni, Martiri ai Sfintei Cauze Naționale”. În partea superioară, monumentul înalt de 3 m era încununat cu Stema României, amplasată între două ramuri, una de stejar și alta de laur, toate executate în bronz. Baza monumentului avea dimensiunile 4,35/1,92 m iar panoul de piatră avea dimensiunile de 2,75/3,00/0,60 m. În urma anexării Basarabiei la Uniunea Sovietică, în 1940, basoreliefurile în bronz ale lui Murafa și Mateevici din Chișinău, au fost recuperate și repartizate Muzeului de Artă Națională „Carol I” din București, iar restul monumentului a fost distrus de sovietici.

## Scrieri
- Poezii, publicate cu o prefață de P. V. Haneș. București, 1926 (ed. II, București, 1936)
- Poezii, cu o prefață de L.T. Boga, Chișinău, 1937
- Scrieri alese, ediție îngrijită și prefațată de I. Vartician și F. Levit, Chișinău, 1966 (ed. II 1971, ed. III 1977)
- Pagini alese, tabel cronologic, note și comentarii de V. Nazar, prefață de A. Hropotinski, Chișinău, 1985
- Scrieri, ed. îngrijită, studiu introductiv, note, variante și bibliografie de I. Nuță, Iași, 1989
- Limba noastră, Chișinău, 1989

## Galerie

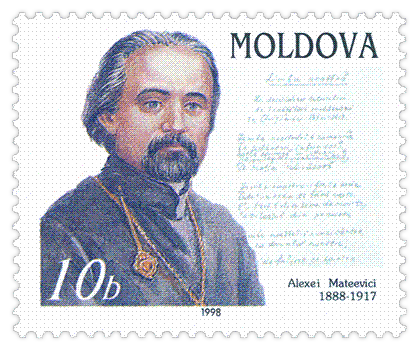
Timbru din 1998
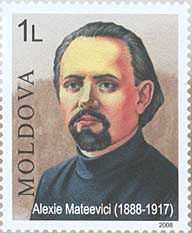
Timbru din 2008
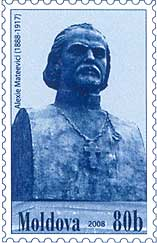
Timbru din 2008

## Citate

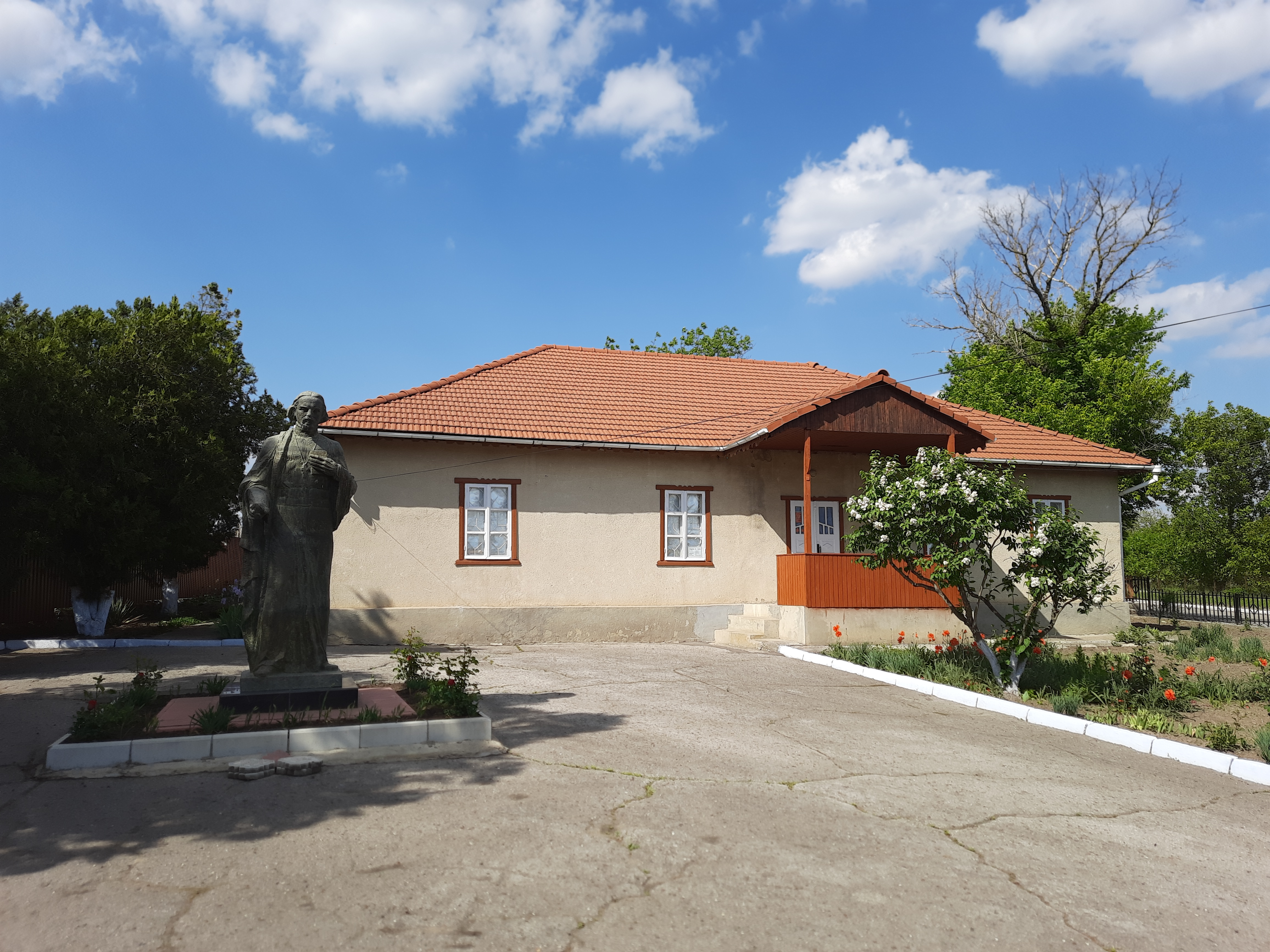
Casa memorială „Alexei Mateevici” din Căinari

| “                   | Da, suntem moldoveni, fii ai vechii Moldove, însă facem parte din marele trup al românismului, așezat prin România, Bucovina și Transilvania. Frații noștri din Bucovina, Transilvania și Macedonia nu se numesc după locurile unde trăiesc, ci-și zic români. Așa trebuie să facem și noi! Asta nu însemnează separatism, căci și cei din Transilvania, și cei din Bucovina și cei din America se numesc tot români. Trebuie să știm de unde ne tragem, căci altfel suntem niște nenorociți rătăciți. Trebuie să știm că suntem români, strănepoți de-ai romanilor, și frați cu italienii, francezii, spaniolii și portughezii. Aceasta trebuie să li-o spunem și copiilor și tuturor celor neluminați. Să-i luminăm pe toți cu lumina dreaptă. Al treilea sfat pe care vi-l dau este: să stați cu mare putere la strajă intereselor naționale. Să trăim bine și cu străinii, dar să nu trădăm interesele noastre, căci altfel vom cădea pentru totdeauna. Dacă vom fi slabi în lupta pentru viață, vom fi înghițiți de cei mai tari. Să nu ne alipim la partide străine, care nu luptă pentru neamul nostru și să nu luptăm pentru interesele de clasă, ci pentru cele de obște, naționale. Și, în sfârșit, sfatul cel din urmă al meu e: să nu uităm norodul, țărănimea care a suferit atâta până acum! Să-l luminăm, să mergem mână în mână cu el, căci fără noi el nu poate face nimic, după cum nici noi nu putem face nimic fără el. Să-l îndreptăm pe calea adevărului, cu fapte, iar nu cu vorbe. Mântuirea țărănimii e în noi, și a noastră în ea. Rog pe bunul Dumnezeu și sunt încredințat că El ne va trimite ajutorul Său cel preaputernic pentru izbândirea lucrului obștesc. El ne va trimite fericirea neamului și a dumneavoastră. | ” |
| — Alexei Mateevici, | |   |

| “                  | N-avem două limbi și două literaturi, ci numai una, aceeași cu cea de peste Prut. Aceasta se știe din capul locului, ca să nu mai vorbim degeaba. Unii zic că limba românească e franțuzită. Asta nu-i adevărat! Ce e drept, sunt și în România unii rătăciți în ce privește limba, dar trebuie să se știe că cel mai puternic curent acolo e cel popular în limbă și în literatură. Noi trebuie să ajungem de la limba noastră proastă de astăzi numaidecât la limba literară românească! | ” |
| — Alexei Mateevici | |   |